# 洛塔尔·米尔德
洛塔尔·米尔德（德語：Lothar Milde，1934年11月8日—），德国男子田径运动员。他曾代表德国联队、东德参加1960年、1964年和1968年夏季奥林匹克运动会田径比赛，获得一枚银牌。